# Telomerase

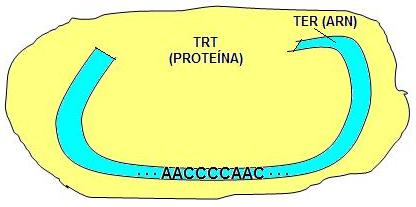
Estrutura da telomerase

Telomerase é uma enzima descoberta por Elizabeth Blackburn e Carol Greider em 1985, que tem como função adicionar sequências específicas e repetitivas de DNA à extremidade 3' dos cromossomos, onde se encontra o telômero. Esta enzima é uma transcriptase reversa, tendo na sua estrutura um modelo em RNA que utiliza para sintetizar o DNA telomérico, em eucariotas.
Estudos recentes sugerem ser possível reverter o processo de senescência celular incrementando, de forma artificial, a quantidade de telomerase nas células. Seria possível, inclusive, reverter algumas atrofias de tecidos, devidas ao envelhecimento, induzindo a síntese de telomerase. Não obstante, é preciso considerar uma consequência indireta de alterar os genes da mortalidade celular: no caso do câncer, as células cancerosas, à diferença das células somáticas normais, não entram em senescência depois de um número definido de divisões. Estudos demonstram que, quando se estimula a atividade da telomerase e se inativa um gene supressor tumoral (o gene p16INK4a),  produz-se imortalidade celular, o que constitui um passo importante para a formação de um tumor.
Muitas células cancerosas derivam de células somáticas, e foi comprovada a presença de telomerase em 75-80% das linhas tumorais. Isto não quer dizer que a telomerase induza o câncer. Kathleen Collins da Universidade de Berkeley descobriu que doentes afetados por uma enfermidade congênita rara, a disqueratose congênita, tinham níveis de telomerase anormalmente baixos. Entretanto, em muitos casos, morriam de câncer gastrointestinal. Apesar desta incongruência, sabe-se  que a agressividade das células tumorais está relacionada com seus níveis de telomerase e que níveis altos desta enzima são indicativos da malignidade do tumor.
Recentemente a FDA autorizou dois estudos clínicos com telomerase. Um deles visando obter um melhor diagnóstico do câncer cervical e o outro para avaliar um fármaco contra a leucemia mielóide. No Japão, está sendo utilizado em crianças com neuroblastoma 4S. Aparentemente essas crianças têm um câncer metastásico, mas os tumores são telomerase negativos e aproximadamente 80% chegam a uma remissão espontânea uma vez que o tumor tenha sido eliminado cirurgicamente. O estudo identifica os que são telomerase–positivos, de maneira que possam ser tratados de uma manera mais agressiva. De fato, na atualidade, uma importante linha de investigação do câncer se baseia na telomerase como alvo. A Geron Corporation está desenvolvendo esses medicamentos anti–telomerase contra o câncer, obtendo bons resultados em células cancerígenas em cultivo. As células tratadas reduzem seus telômeros e morrem depois de aproximadamente 25 divisões.
As células tumorais imortais podem ser úteis para imortalizar células somáticas mediante hibridação celular somática. Isto é feito mediante a fusão dos citoplasmas de uma célula tumoral e uma célula somática em cultivo. Esta técnica se aplica a diferentes fins, tais como  determinar o endereço cromossômico de um gene ou obter  algum produto específico, como um anticorpo para a um determinado antígeno.

## Histórico
A existência de um mecanismo compensatório para o encurtamento dos telômeros foi descoberta pela primeira vez pelo biólogo soviético Alexey Olovnikov em 1973, que também sugeriu a hipótese dos telômeros de envelhecimento e as conexões dos telômeros com o câncer.
A telomerase no ciliado Tetrahymena foi descoberta por Carol W. Greider e Elizabeth Blackburn em 1984. Junto com Jack W. Szostak, Greider e Blackburn receberam o Prêmio Nobel de Fisiologia ou Medicina de 2009 por sua descoberta.
O papel dos telômeros e da telomerase no envelhecimento celular e no câncer foi estabelecido por cientistas da empresa de biotecnologia Geron com a clonagem do RNA e componentes catalíticos da telomerase humana  e o desenvolvimento de um ensaio baseado na reação em cadeia da polimerase (PCR) para a atividade da telomerase chamado de ensaio TRAP, que pesquisa a atividade da telomerase em vários tipos de câncer.
As estruturas de microscopia eletrônica de coloração negativa (EM) de telomerases humanas e de Tetrahymena foram caracterizadas em 2013. Dois anos depois, a primeira estrutura de microscopia crioeletrônica (crio-EM) da holoenzima telomerase (Tetrahymena) foi determinada. Em 2018, a estrutura da telomerase humana foi determinada por crio-EM por cientistas da UC Berkeley.